# Klintsjön (Vännäs socken, Västerbotten)
Klintsjön är en sjö i Vännäs kommun i Västerbotten och ingår i Umeälvens huvudavrinningsområde. Sjön har en area på 0,0658 kvadratkilometer och ligger 169 meter över havet.

## Delavrinningsområde
Klintsjön ingår i det delavrinningsområde (709294-168777) som SMHI kallar för Ovan Hasabäcken. Medelhöjden är 149 meter över havet och ytan är 16,68 kvadratkilometer. Räknas de 11 avrinningsområdena uppströms in blir den ackumulerade arean 106,25 kvadratkilometer. Pengån (Storbäcken) som avvattnar avrinningsområdet har biflödesordning 2, vilket innebär att vattnet flödar genom totalt 2 vattendrag innan det når havet efter 55 kilometer. Avrinningsområdet består mestadels av skog (76 procent) och jordbruk (10 procent). Avrinningsområdet har 0,07 kvadratkilometer vattenytor vilket ger det en sjöprocent på 0,4 procent.